# Sự trả thù hoàn hảo
Sự trả thù hoàn hảo (tiếng Hàn: 우아한 모녀; Romaja: Uahan Monyeo) là một bộ phim truyền hình Hàn Quốc năm 2019 với sự tham gia của các diễn viên Choi Myung-gil, Cha Ye-ryun, Kim Heung-soo và Oh Chae-Yi. Bộ phim được phát sóng trên KBS2 vào thứ 2 đến thứ 6 trong tuần lúc 19:50 (KST) bắt đầu từ ngày 4 tháng 11 năm 2019. Tại Việt Nam, bộ phim được phát sóng trên kênh VTV1 vào 13h hàng ngày từ ngày 6 tháng 7 đến 22 tháng 9 năm 2020.

## Tóm tắt nội dung
Câu chuyện kể về một cô gái được nuôi dưỡng như một công cụ để trả thù chính mẹ ruột của mình, và ẩn sau đó là một cuộc sống tình yêu cũng như những mối nguy hiểm của cô ấy sẽ dần dần được hé lộ.

## Diễn viên

### Chính
- Choi Myung-gil vai Jung Mi-ae/Cha Mi-yeon/Carry Jung[7]
- Cha Ye-ryun vai Han Yu-jin/Janice[8]

### Phụ
- Kim Heung-soo vai Goo Hae-jun[9]
- Oh Chae-Yi vai Hong Se-ra[10]

Và nhiều diễn viên khác...

## Lượng người xem
- Trong bảng dưới đây, số xanh đại diện cho xếp hạng lượt rating thấp nhất và số đỏ đại diện cho xếp hạng lượt rating cao nhất.
- N/A biểu thị rằng con số chưa được xếp hạng.
- Tập mới nhất đạt 2,9 triệu lượt xem trên toàn quốc.[11]

| Tập        | Ngày phát sóng ban đầu | TNmS      | AGB Nielsen | AGB Nielsen |
| Tập        | Ngày phát sóng ban đầu | Toàn quốc | Toàn quốc   | Seoul       |
| 2019       | 2019                   | 2019      | 2019        | 2019        |
| ---------- | ---------------------- | --------- | ----------- | ----------- |
| 1          | 4 tháng 11             | 14.0%     | 10.4%       | 9.0%        |
| 2          | 5 tháng 11             | 14.9%     | 9.9%        | 7.5%        |
| 3          | 6 tháng 11             | 12.3%     | 10.9%       | 9.1%        |
| 4          | 7 tháng 11             | 13.1%     | 9.9%        | 8.4%        |
| 5          | 8 tháng 11             | 13.4%     | 9.7%        | 8.1%        |
| 6          | 11 tháng 11            | 12.3%     | 10.0%       | 9.5%        |
| 7          | 12 tháng 11            | 14.5%     | 11.6%       | 9.8%        |
| 8          | 13 tháng 11            | 14.4%     | 10.9%       | 9.0%        |
| 9          | 14 tháng 11            | 15.2%     | 12.2%       | 9.6%        |
| 10         | 15 tháng 11            | 14.5%     | 11.6%       | 10.3%       |
| 11         | 18 tháng 11            | 14.2%     | 12.1%       | 10.4%       |
| 12         | 19 tháng 11            | 15.1%     | 12.3%       | 10.9%       |
| 13         | 20 tháng 11            | 14.6%     | 11.7%       | 10.4%       |
| 14         | 21 tháng 11            | 15.2%     | 12.1%       | 10.4%       |
| 15         | 22 tháng 11            | 14.3%     | 11.5%       | 9.1%        |
| 16         | 23 tháng 11            | 14.5%     | 12.7%       | 11.3%       |
| 17         | 26 tháng 11            | 15.4%     | 12.8%       | 10.6%       |
| 18         | 27 tháng 11            | 15.8%     | 12.1%       | 9.6%        |
| 19         | 28 tháng 11            | 15.3%     | 11.6%       | 10.2%       |
| 20         | 29 tháng 11            | 14.9%     | 11.4%       | 9.9%        |
| 21         | 2 tháng 12             | 14.6%     | 11.8%       | 10.0%       |
| 22         | 3 tháng 12             | 15.4%     | 12.4%       | 10.9%       |
| 23         | 4 tháng 12             | 14.9%     | 12.0%       | 10.4%       |
| 24         | 5 tháng 12             | 15.3%     | 12.0%       | 10.5%       |
| 25         | 6 tháng 12             | 15.3%     | 11.2%       | 9.4%        |
| 26         | 9 tháng 12             | 15.2%     | 12.4%       | 11.0%       |
| 27         | 10 tháng 12            | 16.9%     | 13.0%       | 11.4%       |
| 28         | 11 tháng 12            | 15.7%     | 12.0%       | 10.3%       |
| 29         | 12 tháng 12            | 16.4%     | 12.9%       | 11.1%       |
| 30         | 13 tháng 12            | 16.3%     | 12.5%       | 11.2%       |
| 31         | 16 tháng 12            | 17.3%     | 13.2%       | 12.1%       |
| 32         | 17 tháng 12            | 17.3%     | 13.4%       | 11.6%       |
| 33         | 18 tháng 12            | 16.0%     | 12.4%       | 10.6%       |
| 34         | 19 tháng 12            | 16.8%     | 12.4%       | 10.3%       |
| 35         | 20 tháng 12            | 16.1%     | 11.9%       | 10.5%       |
| 36         | 23 tháng 12            | 15.8%     | 13.4%       | 11.1%       |
| 37         | 24 tháng 12            | 15.9%     | 11.9%       | 10.1%       |
| 38         | 25 tháng 12            | 16.2%     | 12.9%       | 11.2%       |
| 39         | 26 tháng 12            | 17.1%     | 13.4%       | 11.8%       |
| 40         | 30 tháng 12            | 17.0%     | 14.2%       | 13.0%       |
| 41         | 31 tháng 12            | 15.2%     | 12.3%       | 10.8%       |
| 2020       |                        |           |             |             |
| 42         | 1 tháng 1              | 18.3%     | 14.5%       | 12.2%       |
| 43         | 2 tháng 1              | 18.9%     | 14.1%       | 12.3%       |
| 44         | 3 tháng 1              | 17.1%     | 13.8%       | 12.0%       |
| 45         | 6 tháng 1              | 16.9%     | 15.0%       | 13.5%       |
| 46         | 7 tháng 1              | 18.6%     | 13.2%       | 11.2%       |
| 47         | 8 tháng 1              | 15.6%     | 13.8%       | 12.4%       |
| 48         | 9 tháng 1              | 18.1%     | 13.2%       | 12.1%       |
| 49         | 10 tháng 1             | 17.0%     | 13.5%       | 11.9%       |
| 50         | 13 tháng 1             | 17.6%     | 13.8%       | 12.3%       |
| 51         | 14 tháng 1             | 18.1%     | 13.1%       | 11.4%       |
| 52         | 15 tháng 1             | 17.2%     | 13.0%       | 11.1%       |
| 53         | 16 tháng 1             | 17.6%     | 14.3%       | 12.3%       |
| 54         | 17 tháng 1             | 17.6%     | 13.4%       | 11.3%       |
| 55         | 18 tháng 1             | 17.7%     | 13.8%       | 11.6%       |
| 56         | 21 tháng 1             | 17.7%     | 14.2%       | 12.3%       |
| 57         | 22 tháng 1             | 18.0%     | 13.6%       | 11.5%       |
| 58         | 23 tháng 1             | 17.8%     | 13.6%       | 11.4%       |
| 59         | 27 tháng 1             | 16.4%     | 13.4%       | 11.6%       |
| 60         | 28 tháng 1             | 17.3%     | 13.6%       | 11.5%       |
| 61         | 29 tháng 1             | 17.7%     | 13.5%       | 11.5%       |
| 62         | 30 tháng 1             | —         | 13.8%       | 11.5%       |
| 63         | 31 tháng 1             | 17.4%     | 13.5%       | 11.4%       |
| 64         | 3 tháng 2              | 18.2%     | 14.9%       | 13.0%       |
| 65         | 4 tháng 2              | 18.4%     | 15.3%       | 13.7%       |
| 66         | 5 tháng 2              | 18.4%     | 14.8%       | 12.7%       |
| 67         | 6 tháng 2              | 18.5%     | 14.6%       | 12.7%       |
| 68         | 7 tháng 2              | 18.0%     | 13.7%       | 11.9%       |
| 69         | 10 tháng 2             | 19.4%     | 14.7%       | 12.3%       |
| 70         | 11 tháng 2             | 17.9%     | 15.7%       | 13.8%       |
| 71         | 12 tháng 2             | 19.3%     | 15.1%       | 12.9%       |
| 72         | 13 tháng 2             | 20.2%     | 15.3%       | 13.4%       |
| 73         | 14 tháng 2             | 19.3%     | 15.5%       | 13.5%       |
| 74         | 17 tháng 2             | 19.6%     | 15.8%       | 13.4%       |
| 75         | 18 tháng 2             | 19.6%     | 15.7%       | 13.7%       |
| 76         | 19 tháng 2             | 18.2%     | 14.9%       | 12.1%       |
| 77         | 20 tháng 2             | 18.9%     | 15.8%       | 14.1%       |
| 78         | 21 tháng 2             | 19.4%     | 16.3%       | 14.3%       |
| 79         | 22 tháng 2             | 20.2%     | 17.0%       | 15.1%       |
| 80         | 25 tháng 2             | 20.8%     | 17.4%       | 15.2%       |
| 81         | 26 tháng 2             | 20.0%     | 17.0%       | 15.0%       |
| 82         | 27 tháng 2             | 20.6%     | 18.0%       | 15.7%       |
| 83         | 28 tháng 2             | 20.8%     | 16.6%       | 14.4%       |
| 84         | 2 tháng 3              | 20.8%     | 17.0%       | 14.8%       |
| 85         | 3 tháng 3              | 20.2%     | 16.9%       | 15.1%       |
| 86         | 4 tháng 3              | 22.0%     | 16.8%       | 14.6%       |
| 87         | 5 tháng 3              | 21.3%     | 17.7%       | 15.7%       |
| 88         | 6 tháng 3              | 21.2%     | 17.7%       | 16.2%       |
| 89         | 9 tháng 3              | 20.2%     | 16.3%       | 14.4%       |
| 90         | 10 tháng 3             | 21.1%     | 17.2%       | 15.0%       |
| 91         | 11 tháng 3             | 20.3%     | 16.6%       | 14.7%       |
| 92         | 12 tháng 3             | 20.9%     | 16.9%       | 14.7%       |
| 93         | 14 tháng 3             | 21.4%     | 17.2%       | 15.1%       |
| 94         | 16 tháng 3             | 20.9%     | 16.9%       | 15.0%       |
| 95         | 17 tháng 3             | 20.8%     | 16.8%       | 14.8%       |
| 96         | 18 tháng 3             | 21.4%     | 17.2%       | 15.2%       |
| 97         | 19 tháng 3             | 20.4%     | 18.2%       | 16.1%       |
| 98         | 20 tháng 3             | 21.3%     | 17.7%       | 15.6%       |
| 99         | 23 tháng 3             | 21.2%     | 16.5%       | 14.5%       |
| 100        | 24 tháng 3             | 21.9%     | 17.9%       | 16.0%       |
| 101        | 25 tháng 3             | 21.2%     | 18.0%       | 15.9%       |
| 102        | 26 tháng 3             | 22.8%     | 18.8%       | 17.1%       |
| 103        | 27 tháng 3             | 22.8%     | 17.6%       | 14.9%       |
| Trung bình | Trung bình             | —         | 14.1%       | 12.2%       |

Lưu ý: Xếp hạng trên chỉ cho biết số liệu tại Hàn Quốc.